# D.F. Jones
Dennis Feldham Jones (Londen, 15 juli 1918 - aldaar, 1 april 1981) was een Brits schrijver van sciencefictionboeken en -verhalen. Hij publiceerde onder de naam D.F. Jones.

## Biografie
Jones werd geboren in Londen in 1918 (sommige bronnen vermelden ook 1917) en bracht de meeste tijd van zijn leven door in Cornwall. Hij was kapitein-luitenant ter zee bij de Royal Navy tijdens de Tweede Wereldoorlog en had daarna verschillende jobs vooraleer zijn eerste sf-roman uit te geven in 1966. Colossus, de eerste van de Colossus-trilogie, handelt over een supercomputer die controle verkrijgt over kernwapens en de mensheid dreigt te vernietigen. Deze roman werd in 1970 verfilmd als Colossus: The Forbin Project.  Jones werd in 1969 benoemd tot Lid in de Orde van het Britse Rijk.

### Colossus-trilogie
- Colossus (1966) nl: Het uur van Colossus
- The Fall of Colossus (1974)
- Colossus and the Crab (1977)

### Andere romans
- Implosion (1967) nl: Afmars der vrouwen
- Don't Pick the Flowers (1971, ook bekend als Denver is Missing)
- The Floating Zombie (1975)
- Xeno (1979,  ook bekend als Earth Has Been Found)
- Bound in Time (1981)

### Korte verhalen
- Coffee Break (1968)
- Black Snowstorm (1969)
- The Tocsin (1970)

- Bibsys: 12069065
- Biblioteca Nacional de España: XX982418
- Bibliothèque nationale de France: cb11547731w (data)
- Gemeinsame Normdatei: 1108322166
- International Standard Name Identifier: 0000 0001 0778 2322
- Library of Congress Control Number: n50039959
- Bibliotheek van het Japanse parlement: 00444861
- Nationale Bibliotheek van Tsjechië: osd20211122241
- Nederlandse Thesaurus van Auteursnamen: 074769022
- SNAC: w6sj2kzt
- Système universitaire de documentation: 137091834
- Virtual International Authority File: 20213682
- WorldCat: E39PBJdh6jPyDK7GmD794tJMT3